# La Mansión (Centro Católico Carismático)
La Mansión es un centro carismático católico perteneciente a la Renovación Carismática Católica de la ciudad de Santa Cruz de la Sierra, Bolivia, guiada por frailes y sacerdotes de la Orden de Predicadores.

## Historia
Históricamente, la primera orden religiosa que se instaló en Bolivia durante el período colonial, fue la Orden de Predicadores, más conocidos como dominicos, en 1540. Ese territorio pasó a integrar parte de la provincia de San Juan Bautista del Perú, y fundaron conventos e iglesias. Más tarde, tras la independencia de Bolivia en 1826 y el enfrentamiento entre el Estado y la iglesia, causó la desaparición de los dominicos en territorio boliviano, hasta que, en 1953, llegaron doce dominicos italianos de la provincia de Turín, que se instalarían en Sucre y La Paz. Luego la orden se presentaría a través de dos vicariatos, uno perteneciente a la provincia de San Alberto Magno de los Estados Unidos, en 1956, con sedes en La Paz, Cochabamba, y Santa Cruz de la Sierra; y otro a la provincia de Teutonia de Alemania, en 1960, presente en la ciudad de Potosí y pueblos como Samaipata, Mairana, Pampagrande, Mataral, Comarapa y Saipina. Finalmente, ambos vicariatos se unirían en la viceprovincia de los Dominicos en Bolivia en 2013.
La crisis presente en el vicariato de la provincia de San Alberto Magno en la década de 1970 tras la clausura de varios centros propios, sumado a la difícil situación del país, se vio contrarrestada por la llegada de la Renovación Carismática Católica, guiada en sus principios por los sacerdotes estadounidenses Crisóstomo Geraets y Daniel Roach. 
Crisóstomo Geraets, apodado Cris, nació el 24 de octubre de 1925 en Rock Elm, Wisconsin, y fue ordenado sacerdote en 1956, tras lo cual enseñó teología y filosofía en el colegio dominicano de Racine, Wisconsin. Fue invitado a una misión a Bolivia por el sacerdote polaco Raúl Rogawski, en la cual participó junto a otros veinte sacerdotes. Primero llegó a La Paz, y luego se movió a Santa Cruz, entrando al movimiento carismático de la mano del sacerdote Daniel. Daniel Roach, teniendo el nombre Gerald de nacimiento, nació el 13 de junio de 1926 en Nueva Orleans, Louisiana, y, tras luchar en la Segunda Guerra Mundial y convertirse del anglicanismo al catolicismo, fue ordenado sacerdote dominicano en San Francisco, California, en 1956, tras lo cual viajó como parte del grupo de Raúl Rogawski a Bolivia. Ubicado primero en La Paz, tuvo que mudarse a Santa Cruz por encontrarse enfermo, adonde llegó el 1 de junio de 1970.
El comienzo de la Renovación Carismática Católica en Bolivia fue fuerte en Santa Cruz y Cochabamba, guiado por los frailes dominicos, aunque también suscitó críticas de mano de las corrientes conservadoras de la Iglesia católica, a raíz de su relación con los movimientos carismáticos pentecostales y su forma vivida de celebrar la liturgia. El primer centro carismático de Bolivia tuvo lugar en Cochabamba, conocido como el centro San Martín de Porres, dirigido entonces por el sacerdote Patricio Rearden y el hermano Marcos Padaray, que aún hoy en día sigue de pie. Sin embargo, el centro más importante para el movimiento carismático tendría lugar en Santa Cruz.
Luego de entablar relaciones con el entonces sacerdote Francis MacNutt, Daniel y Cris se decidieron por iniciar el movimiento carismático católico en Santa Cruz. Entre 1970 y 1972, organizaron tres retiros para jóvenes y adultos. La necesidad de contar con un establecimiento propio se saldó con la donación de una casa colonial, propiedad de una familia de apellido Zeller, y, con permiso del obispo de Santa Cruz, Mons. Luis Rodríguez, dieron uso del establecimiento. El 15 de abril de 1973, en Domingo de Ramos, en una misa a la mañana oficializada por el sacerdote Daniel Roach, frente a 70 personas, en el patio de la casona colonial.

## Infraestructura
La infraestructura material de La Mansión es una casona señorial. La cual, el arzobispo Luís Rodríguez, les concedió el uso a los sacerdotes Cris y Daniel.
Al principio, fue a patio descubierto. Luego se construyó el primer “Pahuichi” en forma rústica con materiales primarios, que albergaban unos 600 miembros, pero este rápidamente fue colmado.

A partir de aquí, se construyeron los anexos, llegando a ser siete. Así surgió la necesidad de utilizar al máximo el espacio disponible. Se aprovecharon 2 mil metros cuadrados para albergar 4 mil fieles cómodamente sentados. Este último, fue obra de la arquitecta Gugui Roda. 
«Representa en lo material al cristianismo auténtico: sencillez, perfección y austeridad son algunos de los adjetivos que pueden definir esta obra.»